# Intención
Intenciones son estados mentales en los que el agente se compromete a un curso de acción. Tener el plan de visitar el zoo mañana es un ejemplo de una intención. El plan de acción es el contenido de la intención mientras que el compromiso es la actitud hacia este contenido. Otros estados mentales pueden tener planes de acción como contenido, por ejemplo, cuando se admira un plan, pero difieren de intenciones, ya que no implican un compromiso práctico para realizar este plan. Las intenciones exitosas provocan el curso de acción previsto, mientras que las intenciones fallidas no lo logran. Intenciones, como muchos otros estados mentales, tienen intencionalidad: representan posibles estados de cosas.
Las teorías de la intención tratan de captar los rasgos característicos de intenciones. La teoría de creencia y deseo es el enfoque tradicionalmente dominante. Según una versión simple de la misma, tener una intención no es más que tener el deseo de realizar una determinada acción y la creencia de que se va a realizar esta acción. Las teorías de creencia y deseo son frecuentemente criticadas por el hecho de que ni las creencias ni los deseos implican un compromiso práctico para realizar una acción, lo que suele ilustrarse en varios contraejemplos. La teoría de evaluación trata de superar este problema explicando intenciones en términos de evaluaciones incondicionales. Esto significa que intenciones no solo presentan el curso de acción previsto como bueno en algún aspecto, como es el caso de los deseos, sino como bueno considerando todo. Este enfoque tiene problemas para explicar los casos de akrasia, es decir, que agentes no siempre tienen la intención de hacer lo que ven como el mejor curso de acción. Una teoría estrechamente relacionada identifica intenciones no con evaluaciones incondicionales, sino con deseos predominantes. Afirma que la intención de hacer algo consiste en desearlo con el mayor grado. Los opositores a este enfoque han articulado varios contraejemplos con el objetivo de demostrar que intenciones no siempre coinciden con el deseo más fuerte del agente. Un enfoque diferente a las teorías mencionadas hasta ahora se debe a Elizabeth Anscombe y niega la distinción entre intenciones y acciones. Desde su punto de vista, tener la intención de alcanzar un objetivo es ya una forma de actuar hacia ese objetivo y, por lo tanto, no es un estado mental distinto. Este relato tiene dificultades para explicar casos en los que intenciones y acciones parecen separarse, como cuando el agente actualmente no está haciendo nada para realizar su plan o en el caso de acciones fallidas. La teoría de autorreferencialidad sugiere que intenciones son autorreferenciales, es decir, que no solo representan el curso de acción previsto, sino que también se representan a sí mismas como la causa de la acción. Pero la afirmación de que esto ocurre en el nivel del contenido de la intención ha sido impugnada.
El término "intención" se refiere a un grupo de fenómenos relacionados. Por esta razón, los teóricos suelen distinguir varios tipos de intenciones para evitar malentendidos. La distinción más discutida es la que existe entre las intenciones prospectivas y las inmediatas. Las intenciones prospectivas, también conocidas como "prior intentions", involucran planes para el futuro. Pueden subdividirse en función de la distancia a la que planean: las intenciones proximales involucran planes para lo que se quiere hacer de inmediato, mientras que las intenciones distales se refieren a un futuro más remoto. Las intenciones inmediatas, por otro lado, son intenciones que guían al agente mientras realiza la acción en cuestión. También se denominan "intentions-in-action". El término "intención" suele referirse a los medios o fines previstos que motivan al agente. Pero en algunos casos, puede referirse a efectos secundarios anticipados que no son ni medios ni fines para el agente. En este caso, a veces se utiliza el término "intención oblicua". Intenciones son racionalmente evaluables: son racionales o irracionales. Las intenciones conscientes son la forma paradigmática de intención: en ellas, el agente es consciente de sus objetivos. Sin embargo, se ha sugerido que acciones también pueden ser guiadas por intenciones inconscientes que el agente desconoce.
La formación de intenciones a veces está precedida por la deliberación de cursos de acción alternativos prometedores y puede ocurrir en decisiones, en las que el agente elige entre estas alternativas. Intenciones son responsables de iniciar, mantener y terminar acciones y se utilizan con frecuencia para explicar por qué personas realizan un determinado comportamiento. Comprender el comportamiento de los demás en términos de intenciones ya ocurre en la primera infancia. Importante en este contexto es el papel de los gestos, el señalamiento, la atención y el movimiento ocular para comprender las intenciones de los demás y formar intenciones compartidas. En la filosofía de la acción, una pregunta central es si es cierto para todas las acciones intencionales que son causadas o acompañadas por intenciones. La teoría de la acción razonada tiene como objetivo predecir el comportamiento basándose en cómo las actitudes preexistentes y las normas subjetivas determinan las intenciones conductuales. En la ética, el principio de intención afirma que si una acción es moralmente permisible a veces depende de la intención del agente para realizar esta acción.

## Definición
Intenciones son estados mentales que involucran planes de acción con los que el agente se ha comprometido. Como planes de acción, pueden guiar el comportamiento. El plan de acción constituye el contenido de la intención mientras que el compromiso es la actitud del agente hacia este contenido. El término "intención" puede usarse tanto para las intenciones prospectivas, que aún no se han ejecutado, cuanto para las intenciones que guían el comportamiento cuando está ocurriendo, las llamadas intenciones inmediatas, como se discute a continuación. La intención de estudiar mañana es un ejemplo de intenciones prospectivas, mientras que tratar de ganar un juego anotando un tiro de tres puntos implica una intención inmediata.
La psicología popular explica el comportamiento humano sobre la base de estados mentales, como creencias, deseos e intenciones. Esta explicación se basa en la idea de que los deseos motivan el comportamiento y las creencias dirigen el comportamiento hacia el objetivo deseado. Esto puede entenderse en términos de cadenas causales, es decir, que deseos causan intenciones, intenciones causan acciones y acciones causan la realización del resultado deseado.

### Contenido y compromiso
Intenciones, como varios otros estados mentales, pueden entenderse como constituidas por dos componentes: un contenido y una actitud hacia este contenido. Desde este punto de vista, el contenido de una intención es el plan de acción en cuestión y la actitud implica un compromiso para ejecutar esta acción. Intenciones pueden compartir el mismo contenido con otros estados mentales, como creencias y deseos. Pero los diferentes estados mentales se distinguen entre sí en relación con sus actitudes. Admirar la idea de ayudar a los pobres, por ejemplo, es diferente de tener la intención de ayudar a los pobres, aunque ambos estados comparten el mismo plan como su contenido. Una diferencia entre deseos e intenciones es que intenciones imponen más restricciones a su contenido. Esto incluye que intenciones se dirigen a posibles cursos de acción, es decir, que involucran algo que el agente puede hacer o, al menos, piensa que puede hacer. Deseos, por otro lado, no involucran esta forma de restricción. En este sentido, es posible desear un tiempo soleado para mañana, pero no tener la intención de un tiempo soleado para mañana.
Un aspecto central de intenciones con respecto a la actitud hacia su contenido es que el agente se ha comprometido con el plan en cuestión. Esto es diferente de simplemente querer hacer algo y pensar que hacerlo sería bueno. A veces se argumenta que este compromiso consiste en un juicio total de que el curso de acción previsto es bueno. Desde este punto de vista, intenciones evalúan su curso de acción previsto como bueno considerando todo. Este aspecto contrasta con los deseos, que evalúan su objeto simplemente como bueno en algún sentido, sin embargo, dejan abierto si es malo en otro sentido. Alguien que todavía está deliberando sobre si realizar una determinada acción, por ejemplo, todavía no se ha comprometido a realizarla y, por lo tanto, carece de la intención correspondiente. Se ha argumentado que esta forma de compromiso o de estar decidido es exclusiva de las intenciones y no se encuentra en otros estados mentales como creencias o deseos. En este sentido, intenciones pueden estar basadas en o acompañadas por creencias y deseos, pero no son reducibles a ellos.
Otro aspecto importante de intenciones es que tienen condiciones de satisfacción, como creencias y deseos. Esto significa que intenciones son o exitosas o fallidas. Una intención que produce la acción prevista es una intención exitosa. Pero si el comportamiento producido no alcanza su objetivo, la intención es fallida. El contenido de la intención determina sus condiciones de satisfacción. El éxito generalmente no depende completamente del agente, ya que varios factores fuera del control y la conciencia del agente pueden influir en el éxito de la acción intentada.

### Intención e intencionalidad
El significado del término "intención" es diferente del término "intencionalidad", a pesar de que los dos están estrechamente relacionados.  La intencionalidad es el término más general: se refiere al poder de las mentes para representar cosas, propiedades y estados de cosas. Las intenciones son una forma de intencionalidad, ya que sus contenidos representan posibles cursos de acción.  Pero hay otras formas de intencionalidad, como simples creencias o percepciones, que no involucran intenciones. El adjetivo "intencional" es ambiguo, ya que puede referirse tanto a las intenciones cuanto a la intencionalidad.

## Teorías de la intención
Las teorías de la intención tratan de captar los rasgos característicos de intenciones. Algunos relatos se centran más en intenciones prospectivas o inmediatas, mientras que otros apuntan a proporcionar un relato unificado de estos diferentes tipos de intención.

### Teoría de creencia y deseo
El enfoque tradicionalmente dominante reduce intenciones a creencias y deseos de acción. Un deseo de acción es un deseo de realizar una acción. Desde este punto de vista, tener la intención de hacer deporte mañana es tener el deseo de hacer deporte mañana junto con la creencia de que uno hará deporte mañana. Algunos relatos también sostienen que esta creencia se basa en el deseo: uno cree que lo hará porque desea hacerlo. Una definición similar ve las intenciones como "expectativas autocumplidas que están motivadas por un deseo de su cumplimiento y que se representan a sí mismas como tales". Una virtud importante de este enfoque es su simplicidad y su poder explicativo. También consigue dar cuenta del hecho de que parece haber una estrecha relación entre lo que se cree, lo que se desea y lo que se tiene intenciones de hacer. Pero en la literatura contemporánea se han presentado varios argumentos en contra de esta reducción. A menudo adoptan la forma de contraejemplos, en los que hay tanto una creencia correspondiente como un deseo sin una intención o una intención sin uno de estos componentes. Esto a veces se explica en relación con la idea de que intenciones implican una forma de compromiso sobre el curso de acción previsto por parte del agente. Pero este aspecto no está presente en creencias y deseos por sí mismos. Por ejemplo, al considerar si responder a un insulto a través de represalias, el agente puede tener tanto el deseo de hacerlo como la creencia de que acabará haciéndolo, basándose en cómo actuó en el pasado. Sin embargo, el agente aún puede carecer de la intención correspondiente, ya que no está completamente decidido. También es posible tener la intención de hacer algo sin creer que uno realmente lo hará, porque el agente tenía intenciones similares antes y tampoco actuó en consecuencia entonces o porque el agente no está seguro de si tendrá éxito. Pero se ha argumentado que una relación más débil entre intenciones y creencias puede obtener, por ejemplo, que las intenciones implican la creencia de que existe la posibilidad de lograr lo que uno pretende.
Otra objeción se centra en la diferencia normativa entre creencias e intenciones. Esto es relevante para casos en los que el agente no actúa de acuerdo con el curso de acción previsto, por ejemplo, debido a tener una voluntad débil. Este tipo de falla es diferente del mero error epistémico de predecir incorrectamente el propio comportamiento. Sin embargo, varias teorías de creencia y deseo son incapaces de explicar esta diferencia normativa. Otros argumentos se centran en las disimilitudes entre estos estados. Por ejemplo, uno puede desear cosas imposibles, pero no puede tener la intención de hacer lo que piensa que es imposible. Y mientras que creencias pueden ser verdaderas o falsas, esto no se aplica a intenciones.

### Teoría de evaluación
Otro enfoque prominente, debido a Donald Davidson, ve intenciones como actitudes evaluativas. Desde su punto de vista, deseos son actitudes evaluativas condicionales, mientras que intenciones son actitudes evaluativas incondicionales. Esto significa que deseos ven su objeto como positivo en cierto aspecto, mientras que intenciones ven su objeto como positivo en general o considerando todo. Así, el agente puede tener el deseo de ir al gimnasio porque es saludable, mientras que su intención de ir al gimnasio se basa en la evaluación de que es bueno considerando todo. Esta teoría está estrechamente relacionada con la teoría de creencia y deseo explicada anteriormente, ya que también incluye la idea de que creencias están involucradas en intenciones. En este caso, la creencia en cuestión no es una creencia de que uno realizará la acción, sino una creencia de que la acción en cuestión es un medio para alcanzar el fin evaluado positivamente.
Esta teoría ha sido criticada con base en la idea de que hay una diferencia entre evaluar un curso de acción y comprometerse con un curso de acción. Esta diferencia es importante para explicar casos de akrasia, es decir, que personas no siempre hacen lo que creen que sería mejor hacer. Un ejemplo de akrasia es un autor que cree que lo mejor sería trabajar en su nuevo libro, pero acaba viendo la televisión en su lugar, a pesar de su actitud evaluativa incondicional a favor de trabajar. En este sentido, intenciones no pueden ser actitudes evaluativas incondicionales, ya que es posible tener la intención de hacer una alternativa mientras se tiene una actitud evaluativa incondicional hacia otra alternativa.

### Teoría del deseo más fuerte
Otra teoría se centra exclusivamente en la relación entre intención y deseo. Afirma que la intención de hacer algo consiste en desearlo con el mayor grado. La afirmación de que intenciones van acompañadas de deseos es generalmente aceptada. Pero hay varios argumentos en contra de la afirmación de que intenciones no son más que deseos. Suelen centrarse en casos en los que personas tienen la intención de hacer algo diferente de su deseo predominante. Por ejemplo, el agente puede tener la intención de ir al gimnasio aunque tiene un deseo mucho más fuerte de ir al pub en su lugar. Esto puede deberse a que el agente piense que ir al gimnasio es mejor aunque esto no esté en sintonía con sus deseos. Otro contraejemplo proviene de casos en los que el agente aún no ha formado una intención a pesar de que un deseo es predominante. Una teoría estrechamente relacionada entiende intenciones como disposiciones para actuar y deseos como disposiciones para formar intenciones, es decir, como disposiciones de orden superior para actuar.

### Intención como acción
La mayoría de las teorías de la intención ven intenciones como estados mentales que están estrechamente relacionados con acciones, pero pueden ocurrir sin la acción correspondiente en cuestión. Elizabeth Anscombe y sus seguidores proporcionan un relato alternativo que niega la distinción entre intenciones y acciones. Desde este punto de vista, tener la intención de alcanzar un objetivo ya es una forma de actuar hacia este objetivo y, por lo tanto, no es un estado mental distinto. Esto significa que cuando uno tiene la intención de visitar el zoo el próximo jueves, ya está en camino de hacerlo. Un punto fuerte de esta teoría es que ofrece una explicación unificada de intenciones: no necesita distinguir entre intenciones prospectivas e inmediatas, ya que todas las intenciones son intenciones inmediatas.
Un contraargumento obvio a esta posición es que, en el ejemplo del zoo anterior, uno no está haciendo nada actualmente para realizar este plan. Los defensores han rechazado este argumento tratando de dilucidar cómo incluso los pasos preparatorios mínimos ya pueden considerarse parte de la acción. Tales pasos pueden incluir, por ejemplo, no hacer ningún otro plan que pueda interferir con el plan en cuestión, como planificar una cita diferente al mismo tiempo en un lugar diferente. Otra objeción se basa en la observación de que no todas las intenciones tienen éxito, es decir, que uno puede tener la intención de hacer algo pero no hacerlo. Por ejemplo, uno puede tener la intención de seguir la ruta más corta a casa, pero tomar un giro equivocado y, por lo tanto, no realizar la acción correspondiente. En tales casos, se puede argumentar que la intención estaba presente mientras que la acción estaba ausente, es decir, el agente tenía la intención de tomar la ruta más corta, sin embargo, no tomó la ruta más corta. La posibilidad de que los dos se separen sugeriría que no son idénticos.

### Teoría de autorreferencialidad
La teoría de autorreferencialidad afirma que una característica central de intenciones es que son autorreferenciales. Esto significa que intenciones no solo representan el curso de acción previsto, sino que también se representan a sí mismas como la causa de la acción. Desde este punto de vista, la intención de ir al gimnasio se representa a sí misma como la causa de ir al gimnasio. Una motivación importante para aceptar una teoría de autorreferencialidad es explicar un cierto tipo de caso: un caso en el que el comportamiento es exactamente como estaba previsto, pero la intención no causó el comportamiento en absoluto o no lo causó de la manera correcta. Por ejemplo, el agente tiene la intención de disparar a un intruso y luego se asusta por una sombra en movimiento, lo que hace que su dedo se mueva, disparando así al intruso. A menudo se afirma que, en tales casos, el comportamiento en cuestión no constituye una acción intencional, es decir, que el agente no disparó al intruso intencionalmente, a pesar de tener la intención de disparar al intruso y de disparar al intruso. Esta paradoja puede resolverse a través de teorías de autorreferencialidad. El comportamiento en cuestión no es una acción intencional porque la intención no se realizó correctamente: causar el comportamiento fue parte de la intención pero no ocurrió de la manera correcta. Por lo general, se acepta que intenciones tienen que causar el comportamiento correspondiente de la manera correcta para que surjan acciones intencionales. Sin embargo, la afirmación de que esto ocurre en el nivel del contenido de la intención, es decir, que la intención se representa a sí misma como causante del comportamiento, a menudo es impugnada. En cambio, se ha argumentado que el contenido de intenciones consiste únicamente en el plan de acción correspondiente, sin representar la intención en sí misma y su relación causal con la ejecución de este plan.

## Tipos de intenciones
Algunas dificultades para comprender intenciones se deben a diversas ambigüedades e inconsistencias en el uso del término en el lenguaje ordinario. Por esta razón, los teóricos suelen distinguir varios tipos de intenciones para evitar malentendidos y especificar claramente lo que se investiga.

### Prospectivo e inmediato
Una diferencia importante entre intenciones es la que existe entre las intenciones prospectivas y las inmediatas. Las intenciones prospectivas, también llamadas "prior intentions", implican una visión del futuro: son planes mantenidos por el agente para realizar algún tipo de acción en el futuro. Son diferentes de simplemente desear realizar esta acción, ya que el agente se ha comprometido a seguirlos cuando llegue el momento. En este sentido, a veces se sostiene que los deseos evalúan su objeto solo en relación con un aspecto específico, mientras que los compromisos en intenciones se basan en una evaluación global. Desde este punto de vista, el curso de acción previsto se evalúa no solo como bueno en un aspecto, sino como bueno considerando todo. En algunos casos, la intención puede apuntar hacia un futuro muy lejano, como cuando un adolescente decide que quiere convertirse en presidente algún día. En otros casos, la formación de la intención prospectiva solo precede ligeramente a la acción, como cuando el agente tiene la intención de rascarse la espalda y lo hace de inmediato. El compromiso con el curso de acción es reversible. Entonces, si el agente encuentra buenas razones más tarde para no seguir adelante, la intención puede ser abandonada o reformulada. En este sentido, tener una intención prospectiva de realizar una acción específica no garantiza que esta acción se vaya a ejecutar realmente más tarde.
Las intenciones inmediatas, también conocidas como "intentions-in-action", son intenciones que guían al agente mientras está realizando la acción correspondiente. Están estrechamente relacionadas con el sentido de agencia. El compromiso del agente con el curso de acción en cuestión consiste en su ejecución activa del plan. Pero no todas las formas de comportamiento humano son intencionales. Levantar la mano puede ocurrir intencionalmente o no, por ejemplo, cuando un alumno quiere señalar al profesor que tiene una pregunta, en contraste con un reflejo corporal involuntario. A menudo se sostiene que un aspecto central de las intenciones inmediatas es que el agente sabe lo que está haciendo y por qué lo está haciendo. Esto significa que la acción va acompañada de una cierta forma de conocimiento que está ausente en el comportamiento meramente útil. Este aspecto se utiliza a veces para contrastar el comportamiento de humanos y animales. No existe un acuerdo general de que todas las acciones intencionales vayan acompañadas de este tipo de conocimiento. Una razón para dudar de esto es que, incluso en el caso de las acciones intencionales, el agente no siempre es capaz de articular lo que está haciendo y por qué lo está haciendo. Algunos defensores tratan de explicar esto sosteniendo que el conocimiento correspondiente está allí, incluso si no es consciente.

### Proximal y distal
Las intenciones prospectivas pueden clasificarse en función de la distancia a la que planifican. Las intenciones proximales implican planes para lo que uno quiere hacer inmediatamente, mientras que las intenciones distales planifican más adelante. La misma intención puede ser tanto proximal cuanto distal si se dirige tanto a lo que se hará ahora cuanto a lo que se hará más adelante. Por ejemplo, decidir empezar a ver una película ahora en una sola sesión implica una intención que es a la vez proximal y distal. Esta distinción es importante, ya que muchos cursos de acción son demasiado complejos para representarlos de una vez con todo detalle. En cambio, por lo general, solo las intenciones proximales involucran representaciones detalladas, mientras que las intenciones distales pueden dejar su objeto vago hasta que se vuelva más relevante para la tarea en cuestión. Pero las intenciones distales siguen desempeñando un papel importante en guiar la formación de intenciones proximales. Un plan simple para comprar baterías en la tienda de electrónica cercana, por ejemplo, implica muchos pasos, como ponerse los zapatos, abrir la puerta, cerrarla y bloquearla, ir al semáforo, girar a la izquierda, etc. Estos pasos no se representan con todo detalle mientras el agente se pone los zapatos. Un aspecto central de este proceso es la capacidad del agente para monitorear el progreso en relación con la intención proximal y ajustar el comportamiento actual en consecuencia. De esta manera, la intención tiene la capacidad de coordinar el comportamiento del agente a lo largo del tiempo. Aunque tanto las intenciones proximales cuanto las distales son relevantes para el sentido de agencia, se ha argumentado que las intenciones distales conducen a un sentido de agencia más fuerte.

### Motivacional y oblicua
Las acciones intencionales realizadas por agentes suelen llevar consigo un gran número de consecuencias mayores o menores. El agente generalmente es inconsciente de muchas de ellas. En relación con estas consecuencias, el agente está actuando de forma no intencional. Otras consecuencias son anticipadas por el agente. Algunas son motivacionales porque constituyen la razón del agente para realizar la acción. Un tercer tipo implica consecuencias de las que el agente es consciente, pero que no desempeñan un papel importante en la motivación del agente. Estos son los objetos de las intenciones oblicuas: implican efectos secundarios que el agente soporta para realizar su intención principal. Por ejemplo, Ted no sabe que fumar causa cáncer de vejiga, pero sabe que le ayuda a lidiar con el estrés y que causa cáncer de pulmón. Su razón para fumar es lidiar con el estrés. Aumentar su riesgo de cáncer de pulmón es un efecto secundario que soporta. Entonces, cuando fuma, Ted aumenta su riesgo de cáncer de vejiga de manera no intencional, su intención motivacional es lidiar con el estrés, mientras que aumentar su riesgo de cáncer de pulmón es una intención oblicua. Las intenciones motivacionales son la forma paradigmática de intenciones y constituyen el foco principal de la literatura académica sobre intenciones.
Estas distinciones son relevantes para la moralidad y el derecho.  Cometer un delito sin intención, por ejemplo, suele considerarse un delito menos grave que cometer el mismo delito intencionalmente. A menudo se habla de negligencia en contraste con tener malas intenciones. Por lo general, se sostiene que las consecuencias malas intencionadas oblicuamente tienen más peso a nivel moral que las consecuencias malas no intencionadas. No hay consenso sobre si un comportamiento oblicuamente intencionado constituye una acción intencional, por ejemplo, si es correcto afirmar que los fumadores conscientes de los peligros dañan su salud intencionalmente.

### Racional e irracional
Las intenciones son racionalmente evaluables: son o racionales o irracionales. En este sentido, contrastan con estados mentales arracionales, como impulsos o experiencias de mareo, que están fuera del dominio de la racionalidad. Se han propuesto varios criterios para la racionalidad de intenciones. Algunos sostienen que intenciones se basan en deseos y creencias y que, por lo tanto, su racionalidad depende de estos deseos y creencias. Desde este punto de vista, los deseos presentan ciertas metas, las creencias presentan los medios necesarios para alcanzar estas metas y las intenciones constituyen compromisos para realizar los medios hacia estas metas. En este sentido, una intención basada en estados irracionales es irracional en sí misma. Por ejemplo, la intención de curarse mediante el poder de cristales es irracional si se basa en una creencia irracional sobre el poder curativo de cristales. Pero la irracionalidad también puede surgir si dos intenciones no son consistentes entre sí, es decir, si el agente tiene la intención de realizar una acción y de realizar otra acción mientras cree que estas dos acciones son incompatibles entre sí. Una forma de irracionalidad estrechamente relacionada se aplica a la relación entre medios y fines. El llamado principio de coherencia medio-fin (principle of means-end coherence)  sostiene que es irracional tener la intención de realizar una acción sin tener la intención de realizar otra acción mientras se cree que esta última acción es necesaria para lograr la primera. Por ejemplo, sería irracional tener la intención de volverse saludable si el agente piensa que hacer ejercicio es necesario para volverse saludable pero no está dispuesto a ejercer. En tal caso, todavía puede ser racional que el agente desee estar saludable, sin embargo, la intención correspondiente no lo es. Este principio se expresa en el proverbio "quien quiere el fin, quiere los medios". También se ha sugerido que otros requisitos de racionalidad se refieren a la coherencia entre creencias y intenciones.

### Consciente e inconsciente
De especial importancia para la psicología y el psicoanálisis es la diferencia entre intenciones conscientes e inconscientes.  Las intenciones inconscientes se utilizan a menudo para explicar casos en los que un agente se comporta de cierta manera sin ser consciente de esto. Esto es especialmente relevante si el comportamiento está claramente dirigido a un objetivo, mientras el agente no tiene la intención consciente de perseguir este objetivo o ni siquiera es consciente de tenerlo. Al principio, las intenciones inconscientes suelen ser atribuidas al agente por los espectadores y solo pueden ser reconocidas por el propio agente retrospectivamente. Pero esta forma de explicación no siempre es concluyente, ya que, al menos en algunos casos, también hay otras explicaciones. Por ejemplo, algunos comportamientos pueden explicarse como la ejecución de un hábito ciego, que puede ocurrir sin conciencia ni intención.
Varios ejemplos prominentes, debidos a Sigmund Freud, involucran lapsus linguae, como declarar que una reunión está cerrada cuando uno tiene la intención de abrirla. Freud ve tales fenómenos no como errores involuntarios, sino que les atribuye un significado más profundo como expresiones de deseos inconscientes. Como ventana al inconsciente, interpretar las intenciones inconscientes detrás de tales fenómenos y aumentar la conciencia del paciente sobre ellas son aspectos importantes del psicoanálisis freudiano. Pero no hay un acuerdo general sobre si este tipo de comportamiento debe considerarse como un comportamiento intencional. Las intenciones inconscientes también se utilizan a veces para explicar comportamiento aparentemente irracional. En este sentido, se ha afirmado que el lavado de manos excesivo visto en algunas personas con el trastorno obsesivo-compulsivo puede estar motivado por una intención inconsciente de lavar la culpa, aunque la persona pueda citar razones muy diferentes cuando se le pregunta.
Los críticos de la noción de "intenciones inconscientes" han planteado dudas sobre la evidencia empírica citada a favor de las intenciones inconscientes, que a menudo se basan en interpretaciones dependientes de varias suposiciones controvertidas. Otra línea de argumentación se dirige contra el concepto de "intención inconsciente" en sí mismo. Según este punto de vista, es incoherente hablar de los estados mentales en cuestión como intenciones inconscientes. La razón dada para esto es que la intención de algo debe ir acompañada de alguna forma de autoconocimiento por parte del agente sobre lo que se pretende. Esto no sería posible si el estado mental es inconsciente.

### Otros
En la literatura académica se encuentran varias otras distinciones entre tipos de intenciones. Las intenciones condicionales son intenciones de hacer algo solo en caso de que se cumpla una cierta condición. Planear devolver un libro a una amiga con la condición de que ella lo pida es un ejemplo de una intención condicional. Tener la intención incondicional de devolver el libro, por otro lado, implica planear devolverlo independientemente del comportamiento de la amiga. Las intenciones incondicionales son más fuertes en el sentido de que el agente está completamente comprometido con el curso de acción sin depender de la presencia de una condición desencadenante.
También se puede distinguir entre las intenciones que actúan como medios para otras intenciones y las intenciones de hacer algo por sí mismo. Esto está estrechamente relacionado con la diferencia entre deseos intrínsecos e instrumentales. Por ejemplo, una intención de ir al supermercado puede basarse en otra intención: la intención de comer. Debido a esta dependencia, el agente no habría formado la intención anterior si la última intención hubiera estado ausente. En casos normales, la intención instrumental desaparece si la intención en la que se basa ya no existe. En el ejemplo anterior, el agente puede abandonar la intención de ir al supermercado si su médico le recomienda que comience a ayunar. Pero hay casos especiales en los que la intención instrumental persiste, lo que a veces se denomina inercia motivacional.

## Formación de intenciones
Las intenciones pueden surgir de diferentes maneras. El tipo paradigmático de formación de intenciones ocurre a través de la razón práctica en forma de decisiones. En este caso, el agente considera varias alternativas y luego elige la más favorable. Esta elección resulta en un compromiso con el plan de acción elegido y, por lo tanto, constituye la formación de una intención. A menudo, la elección en sí misma está precedida por deliberación. La deliberación consiste en formular cursos de acción prometedores y evaluar su valor considerando las razones a favor y en contra de ellos. Un ejemplo de este tipo de formación de intenciones es un estudiante que está despierto toda la noche pensando si quiere especializarse en inglés y finalmente decide hacerlo. Pero no todas las decisiones van precedidas de deliberación y no todos los actos de deliberación resultan en una decisión. Otro tipo de formación de intenciones ocurre sin tomar ninguna decisión explícita. En tales casos, el agente simplemente se encuentra comprometido con el curso de acción correspondiente sin decidir conscientemente a favor o en contra de sus alternativas. Este es el caso de muchas acciones realizadas por hábito. Por ejemplo, desbloquear habitualmente la puerta de la oficina por la mañana suele ser una acción intencional que ocurre sin una decisión explícita previa para hacerlo. Se ha argumentado que decisiones pueden entenderse como un tipo de acción mental que consiste en resolver la incertidumbre sobre qué hacer. Decisiones suelen verse como un cambio momentáneo de no tener la intención a tenerla. Esto contrasta con la deliberación, que normalmente se refiere a un proceso prolongado. Pero estas distinciones técnicas no siempre se reflejan en el uso de los términos en el lenguaje ordinario.

## Funciones psicológicas
Las intenciones tienen varias funciones psicológicas en la mente del agente. Algunos teóricos de intenciones incluso basan su definición de intenciones en las funciones que ejecutan. Intenciones son responsables de iniciar, mantener y terminar acciones. En este sentido, están estrechamente relacionadas con la motivación. También ayudan a guiar la acción y tratan de coordinar el comportamiento del agente a lo largo del tiempo. Una función similar de intenciones es coordinar el comportamiento propio con el de otros agentes, ya sea formando intenciones conjuntamente o reaccionando a las intenciones que otros ya tienen. Esto permite varias formas complejas de cooperación. No todas las formas de comportamiento humano están guiadas por intenciones. Esto se refiere, por ejemplo, a reflejos corporales como estornudar u otros procesos incontrolados como la digestión, que ocurren sin seguir un plan mental previamente elaborado. Intenciones están íntimamente relacionadas con la razón práctica, es decir, con las razones por las que actuamos. Estas razones suelen explicarse en términos de creencias y deseos. Por ejemplo, la razón del agente para cruzar una carretera puede consistir en su deseo de llegar al otro lado y su creencia de que esto se logra cruzándola. Debido a esta estrecha conexión con el comportamiento, intenciones se utilizan con frecuencia para explicar por qué personas se involucran en cierto comportamiento. Tales explicaciones son a menudo teleológicas en el sentido de que citan el objetivo previsto como la razón del comportamiento.

## Relación con otros conceptos

### Creencias y deseos
Las intenciones están estrechamente relacionadas con otros estados mentales, como creencias y deseos. En general, se acepta que intenciones implican alguna forma de deseo: la acción prevista se considera buena o deseable en algún sentido. Este aspecto hace posible que intenciones motiven acciones. Se han sugerido varias formas de cómo intenciones se relacionan con creencias. Por un lado, parece imposible tener la intención de hacer algo que uno cree que es imposible. Algunos relatos van más allá y sugieren que intenciones implican la creencia de que uno realizará la acción en cuestión. Además de eso, se ha propuesto que creencias son necesarias para que intenciones conecten el comportamiento con el objetivo previsto. Desde este punto de vista, las intenciones implican la creencia de que el comportamiento previsto causaría el objetivo previsto.

### Acción
En la filosofía de la acción, una pregunta central es cómo deben definirse acciones, es decir, en qué se diferencian de otros tipos de eventos como un amanecer, la avería de un coche o la digestión. El enfoque más común a esta pregunta define acciones en términos de intenciones. Según Donald Davidson, una acción es un evento que es intencional bajo alguna descripción. Desde este punto de vista, un aspecto central de acciones es que son causadas por un estado mental de un agente: su intención. Otro aspecto importante es que esta causación ocurre de la manera correcta, es decir, que la intención causa el evento que planeó y que el evento es causado usando las habilidades del agente. Estos requisitos adicionales son necesarios para excluir las llamadas cadenas causales desviadas (wayward causal chains), es decir, casos en los que el comportamiento previsto ocurre, pero la intención correspondiente no causó el comportamiento en absoluto o no lo causó de la manera correcta.
Algunos filósofos han rechazado este estrecho vínculo entre acción e intención. Esta crítica se basa en la idea de que una persona puede realizar una acción intencionalmente sin tener la intención correspondiente de realizarla. Hacer algo intencionalmente suele asociarse a hacerlo por una razón. La pregunta entonces es si es posible hacer algo por una razón sin tener la correspondiente intención. Esto es especialmente relevante para acciones simples que forman parte de rutinas más grandes. Caminar al cine, por ejemplo, implica dar varios pasos. Según este argumento, cada paso es una acción intencional, pero el agente no forma una intención distinta para cada paso. En cambio, la mayoría de ellos no son representados explícitamente por la mente. Otro contraejemplo contra la tesis de que realizar una acción intencionalmente implica tener la intención de realizarla se basa en la conciencia de efectos secundarios no intencionales, a veces denominados intenciones oblicuas. Un ejemplo consiste en un presidente que decide respaldar un nuevo proyecto para aumentar las ganancias a pesar de su impacto negativo en el medio ambiente. En este caso, se ha argumentado que el presidente daña el medio ambiente intencionalmente sin la intención de hacerlo.

#### Puzzle de la toxina
Un experimento mental bien conocido sobre la relación entre intención y acción es el puzzle de la toxina debido a Gregory Kavka. Se trata de un multimillonario que ofrece al agente un millón de dólares por formar al final del día la intención de beber un frasco de toxina al día siguiente. La toxina enferma a una persona por un día, pero no tiene ningún efecto duradero aparte de esto. No importa si el agente realmente bebe la toxina al día siguiente, lo único que importa es que tenga la intención de hacerlo al final de hoy. El puzzle se refiere a la cuestión de si es realmente posible formar esta intención. La razón para dudar de esto es que una vez que el agente ha formado la intención y recibido el dinero, ya no tiene ninguna razón para beber la toxina: este paso es opcional. Sin embargo, si sabe desde el principio que no va a beber la toxina, es muy cuestionable si realmente puede formar la intención correspondiente. Esto está estrechamente relacionado con la idea de que tener la intención de hacer algo implica creer que uno lo hará. Pero ya que el agente no tiene ninguna razón para hacerlo una vez que ha recibido el dinero, no creería que lo haría. Esto va en contra de la idea de que puede tener la intención de hacerlo desde el principio.
Varios filósofos coinciden en que es imposible formar este tipo de intención. Su objetivo suele ser encontrar un principio general que explique por qué es así. Varios relatos se centran en la idea de que la razón para realizar la acción está ausente cuando llega el momento de realizarla. Así, el agente tiene una razón para formar la intención hoy, pero no una razón para realizar la acción mañana. Por lo tanto, la razón para formar la intención es diferente de la razón para realizar la acción. Esto a veces se expresa diciendo que el agente tiene el "tipo equivocado de razón" (wrong type of reason) para formar la intención. Por esta razón, es imposible formar la intención porque el tipo correcto de razón para la intención es derivado de la razón para la acción misma, que está ausente.
Pero no todos están de acuerdo en que formar la intención es imposible. Según la solución racionalista, por ejemplo, es posible formar la intención porque hay una razón decisiva para beber la toxina. La idea detrás de este enfoque es que hay dos opciones hoy: (1) no formar la intención y no beber la toxina o (2) formar la intención y beber la toxina. Ya que la segunda opción maximiza la utilidad, es racional seguirla y beber la toxina. La dificultad de este enfoque tiene que ver con explicar cómo el agente puede mantener su intención de beber la toxina después de haber recibido el dinero.

### Moralidad
A menudo se sugiere que las intenciones del agente desempeñan un papel central en el valor moral de las acciones correspondientes. Esto a veces se denomina el "principio de intención": la tesis de que si una acción es moralmente permisible a veces depende de la intención del agente para realizar esta acción. Según este punto de vista, un acto que de otro modo sería permisible puede ser impermisible si está motivado por malas intenciones. Por ejemplo, un médico administra una sustancia letal a un paciente que sufre una enfermedad terminal y que da su consentimiento. Los defensores del principio de intención pueden afirmar que depende de la intención del médico si esta acción es permisible. Específicamente, se trata de si se hace con la intención de aliviar el dolor del paciente o con la intención de deshacerse de un enemigo despreciado. Los opositores pueden afirmar que la diferencia moral en cuestión solo se refiere a la evaluación del médico como persona, pero no a su acción. Desde este punto de vista, hay una diferencia entre los valores morales de personas y de acciones: intenciones afectan al valor moral de personas pero no de acciones. Los consecuencialistas también suelen rechazar el principio de intención. Sostienen que solo importan las consecuencias de una acción, pero no cómo fue motivada. Según los utilitaristas, por ejemplo, una acción es correcta si produce el mayor bien para el mayor número de personas. En algunos casos, incluso las acciones realizadas con malas intenciones pueden tener este efecto.
Immanuel Kant es un famoso defensor del principio de intención. Para él, es fundamental que uno no solo actúe exteriormente de acuerdo con su deber, lo que él denomina "legalidad" (Legalität). En cambio, el agente también debe estar motivado interiormente por la intención correcta, que él denomina "moralidad" (Moralität). Desde este punto de vista, donar mucho dinero a organizaciones benéficas sigue siendo en cierto sentido moralmente defectuoso si se hace con la intención de impresionar a otras personas. Según Kant, la intención principal siempre debe ser cumplir con el deber: la buena voluntad consiste en cumplir el deber por el deber.
El principio de doble efecto es un principio estrechamente relacionado. Establece que hay casos en los que el agente no debe tener la intención de dañar a otros, incluso si este daño se utiliza como medio para un bien mayor. Pero en casos equivalentes, es permisible dañar a otros si este daño es un efecto secundario, o un doble efecto, pero no un medio. Desde este punto de vista, por ejemplo, el bombardeo de terror de una fábrica de municiones para debilitar la determinación del enemigo matando a todos los civiles que trabajan en ella no es permisible. Pero el mismo ataque como un bombardeo táctico para reducir el suministro de municiones del enemigo es permisible, incluso si se previera la misma cantidad de muertes de civiles como efecto secundario. Muchos de los argumentos dirigidos al principio de intención se aplican también al principio de doble efecto. Argumentos adicionales se centran en la dificultad de establecer una distinción general entre los medios intencionados y los efectos secundarios anticipados.